# Parti du Reich nordique
 (février 2018).
Si vous disposez d'ouvrages ou d'articles de référence ou si vous connaissez des sites web de qualité traitant du thème abordé ici, merci de compléter l'article en donnant les références utiles à sa vérifiabilité et en les liant à la section « Notes et références ».
Le Parti du Reich nordique (en suédois : Nordiska rikspartiet, abrégé en NRP) est un parti politique néo-nazi suédois, fondé en 1956 sous le nom de Ligue nationale socialiste de combat de Suède (en suédois : Sveriges nationalsocialistiska kampförbund) par Göran Assar Oredsson. Oredsson était également le chef du parti, sauf pendant quelques années durant les années 1970, alors qu'il écrivait son autobiographie Prisat Vare allt som gjort mig hårdare en français : « Béni soit tout ce qui m'a rendu plus fort ». Pendant ce temps, sa femme Vera Oredsson (en) prit la direction du parti et devint la première dirigeante de parti en Suède.
En 1973, le PRN s'est présenté aux élections législatives pour entrer au Parlement suédois, mais n'a obtenu que quelques centaines de voix.
Résolument violent, des membres déclarent en 1974 vouloir prendre le pouvoir par la force s'il le fallait, prêts à "prendre les armes s'il le faut". Ils semble que l'organisation armée souhaitait commettre des attentats, inspirés par ceux de l'extrême-droite italienne.
Le NRP entretient des liens avec le néonazi et occultiste finlandais Pekka Siitoin, notamment via Nils Mandell, un dirigeant suédo-finlandais du parti. Bien que le NRP coupe officiellement ses liens avec Siitoin après son arrestation en 1977 dans l'affaire de l'incendie d'une imprimerie communiste, la collaboration entre le NRP et Siitoin pour le matériel de propagande se serait poursuivie jusqu'à la fin des années 1990, comme en témoigne la condamnation d'un ancien membre finlandais du NRP pour avoir diffusé du matériel commandé en Suède.
En 2009, le parti est dissout.